# Klause Kastel

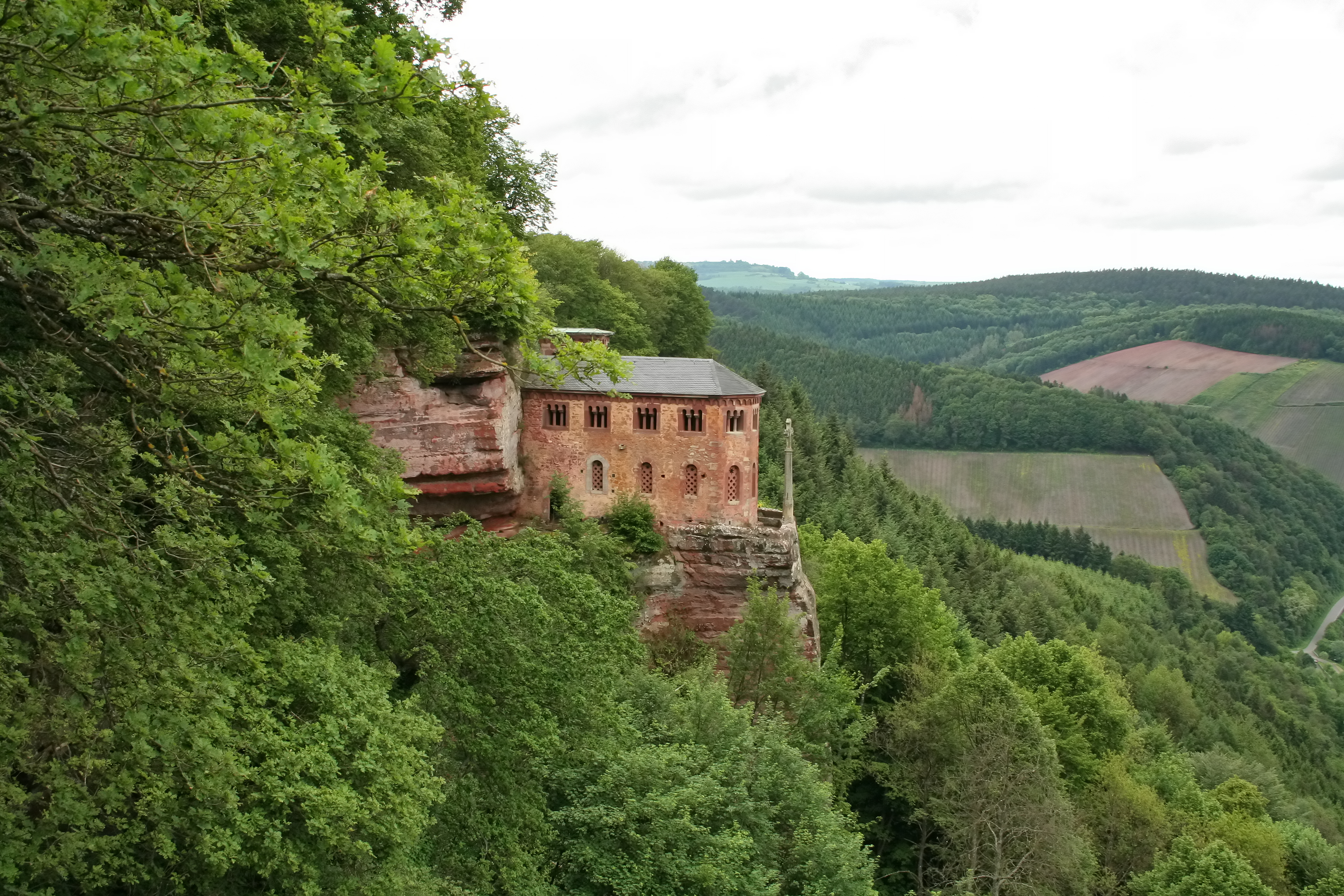
Grabkapelle für Johann von Böhmen

Die Klause Kastel (Klause bei Kastel) ist ein von Mönchen in die Felswand aus Sandstein geschlagenes Refugium auf einem Plateau über dem Tal und bietet einen weiten Blick über das Saartal.

## Geschichte
Das Inklusentum blühte in Europa vom 9. bis zum 17. Jahrhundert. Die Ursprünge der Klause in Kastel gehen auf das 13. Jahrhundert und die Kreuzzüge zurück. Damals wurden zwei Kammern in den Sandsteinfelsen gehauen, die an Golgota erinnern sollten. In der gleichen Zeit wurde die Pfarrkirche in Kastel errichtet, in der damals die Pilger die heilige Helena, die Mutter des Kaisers Konstantin, verehrten.
Um 1600 ließ der Franziskaner Roméry eine zweigeschossige Kapelle errichten. Ihr Obergeschoss war mit der oberen Felskammer verbunden. In dieser Zeit entstanden auch ein Weg, der an der Südseite des Felsmassivs entlangführte, eine Grabnische mit Arkosolgrab und Relief und verschiedene Quellbecken. Die Anlage geriet jedoch nach der französischen Besetzung von 1794 in Verfall.
1833 erhielt der spätere Preußenkönig Friedrich Wilhelm IV. die Ruine als Geschenk. In seinem Auftrag wurde dort 1834/35 von Karl Friedrich Schinkel eine Grabkapelle für Johann von Böhmen (später „Der Blinde“ genannt) erbaut. Am 26. August 1838 wurden die Gebeine Johanns in einem Sarkophag in der Kapelle bestattet; sie verblieben dort bis zum Jahre 1945. Friedrich Wilhelm IV. hatte die Gebeine, die in Mettlach gelagert hatten, von Jean-François Boch erhalten, dem sie in den Wirren der Französischen Revolution Mönche der Abtei Neumünster in Luxemburg anvertraut hatten, um sie vor Revolutionstruppen in Sicherheit zu bringen.

„Am 26. August war es in der romantischen Umgebung des 1 ½ Stunde von der Kreisstadt Saarburg gelegenen Dörfchens Castel an der Saar ungemein lebhaft. Man erwartete die irdischen Ueberreste König Johann von Böhmens, welche bisher eine Stätte und Asyl bei dem Fabrikeigenthümer Boch-Buschmann in Mettlach gefunden hatten und nunmehr in die durch die Munificenz Sr. königl. Hoheit des Kronprinzen auf sinnige Weise in eine Kapelle umgewandelte Klause, das vormals römische Standlager, unfern Kastel, feierlich beigesetzt werden sollten. Es war dazu der Tag gewählt, an welchem König Johann vor beinahe 500 Jahren (im Jahre 1346) einen rühmlichen Tod in der Schlacht bei Crecy gefunden hatte. Der dazu beauftragte Regierungsrath Nobiling war Tages vorher nach Mettlach abgegangen, um den königlichen Leichnam von Hrn. Boch-Buschmann zu übernehmen, und denselben nach Kastel, seiner neuen Ruhestätte, zu begleiten. Schon früh Morgens waren die Höhen von Kastel von vielen Einwohnern dieser Gegend, von Saarburg und von Trier belebt, welche die Feierlichkeit herbeigezogen hatte. Gegen 11 Uhr Morgens wurde ein Schiff, welches man die Saar langsam herabfahren und sich dem Landungsplatze bei Sta[a]dt, unterhalb Kastel, nähern sah, von den auf der Höhe aufgestellten Pöllern begrüßt. Es trug den königlichen Leichnam und seine Begleitung, den Regierungsrath Nobiling, den Fabrikeigenthümer Boch-Buschmann von Mettlach und den Grafen von Villers von Burg-Esch, welcher der Feierlichkeit beizuwohnen gewünscht hatte. Bei Sta[a]dt wurde die königliche Leiche gelandet, und von hier aus bis zur Kapelle der Klause von Kastel von vier jungen Männern aus Kastel und einer gleichen Anzahl aus Saarburg, welche sich freiwillig dazu erboten hatten, abwechselnd getragen. Auf der Höhe oberhalb Sta[a]dt wurde dieselbe von dem Regierungspräsidenten von Ladenberg, dem Landrathe des Kreises von Cohausen, und dem Bürgermeister Scheuer, so wie von der Geistlichkeit, dem hiesigen Domcapitular Müller, den Domvicaren Blattau und Schneider, den Pastoren Herber von Kastel, Göbel von Serrig, und dem Vicar Lehnen aus Saarburg empfangen und bis in die Kirche von Kastel geleitet. Hier auf dem freien Platze erfolgte die erste Einsegnung und der Domcapitular Müller hielt eine der Feier entsprechende Rede. Sodann wurde die Leiche in die Kapelle der Klause getragen. Die Kapelle ist im gothischen Style auf den Resten des vormaligen römischen Standlagers aufgeführt, und durch farbige Fenster, die ein mattes Licht in diese ernste Stätte werfen, erhellt. In der Mitte der Kapelle gewahrt man einen marmornen Sarkophag, auf dem sich eine eherne Platte befindet, in welcher in lateinischer Sprache eine biographische Skizze des Lebens Königs Johann von Böhmen eingegraben ist. Bei dieser Stelle angekommen, übergab Hr. Boch-Buschmann dem Regierungspräsidenten von Ladenberg den Schlüssel zu dem Sarge, in welchem sich die königlichen Ueberreste bisher befanden; worauf solche, nachdem der Sarg geöffnet, von dem Hrn. Boch-Buschmann und dem Grafen von Villers, welche dieselben schon früher mehrfach gesehen hatten, so weit es möglich, rekognoscirt wurden. Der Sarg wurde sodann verschlossen, und nachdem der Sarkophag vorher in üblicher Ort geweiht worden war, in denselben unter den vorgeschriebenen Ceremonien gesetzt, worauf die Einsegnung der königlichen Leiche und die Verschließung des Sarkophags erfolgte.“

Schinkel nutzte den noch vorhandenen Rest des alten Bauwerks, ließ bunte Glasfenster einsetzen und baute eine Kapelle mit Drillingsarkadenfenstern und italienisierendem Glockengiebel darüber. Die Gebeine des Königs wurden in einen klassizistischen Sarkophag gebettet. Das böhmische Wappen auf diesem Sarkophag wird von Löwen gehalten, die auch eine Inschriftentafel stützen, auf der die böhmische Königskrone zu sehen ist. 1842 kam noch ein Altar hinzu, der nach Vorschlägen des preußischen Königs gestaltet worden war. Die Ahnentafel des Königshauses wurde als Fresko in die Kapelle integriert. Zum 500. Todestag Johanns von Böhmen wurde 1846 ein Stabkreuz auf der Plattform aufgestellt. Die Anlage ist nicht nur ein Zeugnis der romantischen Veranlagung Friedrich Wilhelms IV., sondern auch eine Machtdemonstration Preußens, das 1815 die Herrschaft im Rheinland übernommen und die Luxemburger Dynastie abgelöst hatte. Die Nachfahrentafel an der Westwand der Grabkammer endet in den Häusern Hohenzollern und Wittelsbach (der Familie, aus der die Gemahlin Friedrich Wilhelms IV. stammte).
1945 wurden die Gebeine König Johanns auf Veranlassung des Staates Luxemburg in einer Nacht-und-Nebel-Aktion aus der Grabkapelle entführt und nach Luxemburg in die Krypta unter der Kathedrale unserer lieben Frau gebracht, wo sie bis heute liegen.

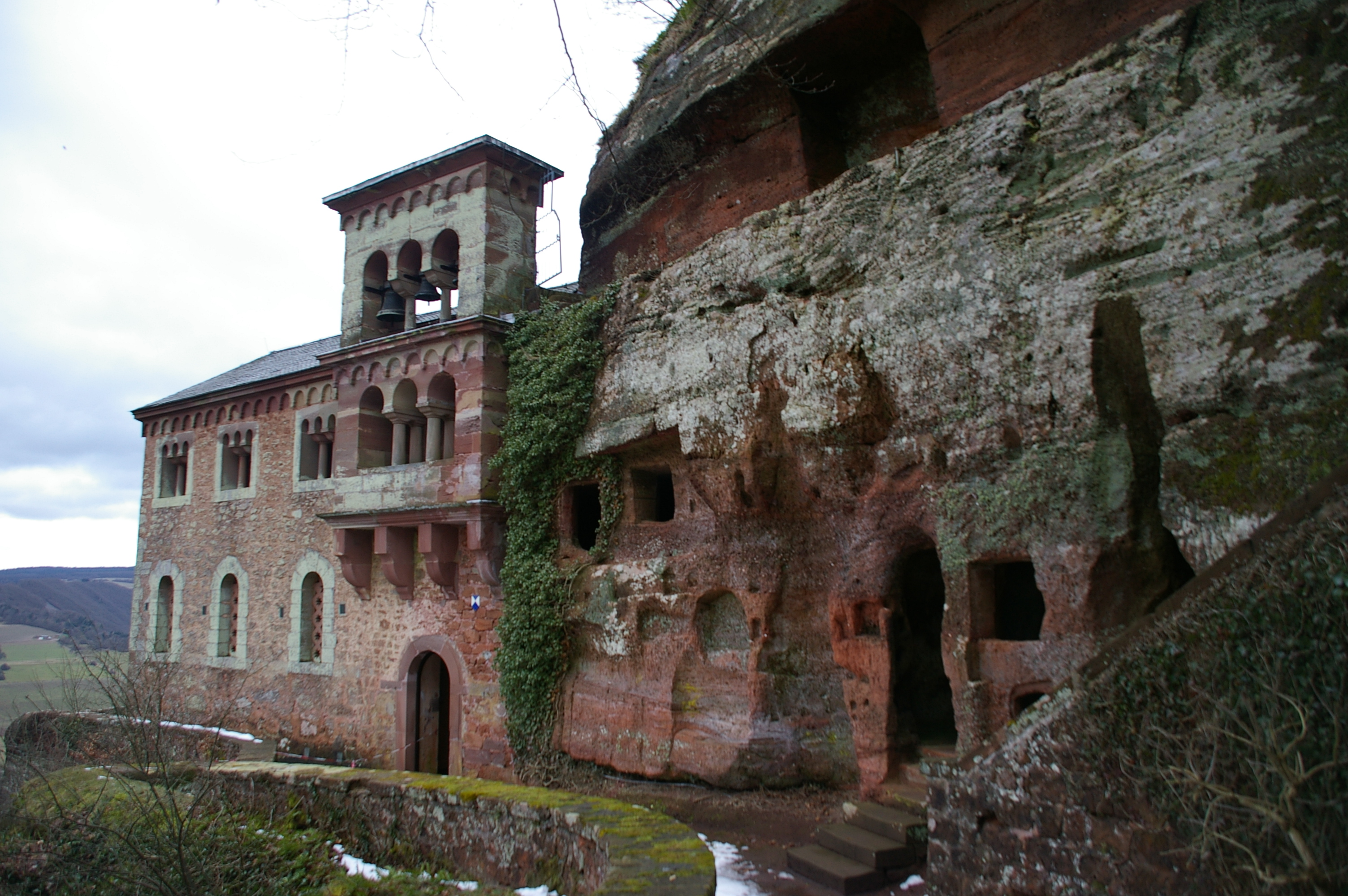
Klause mit Felskapellen und Grabkapelle
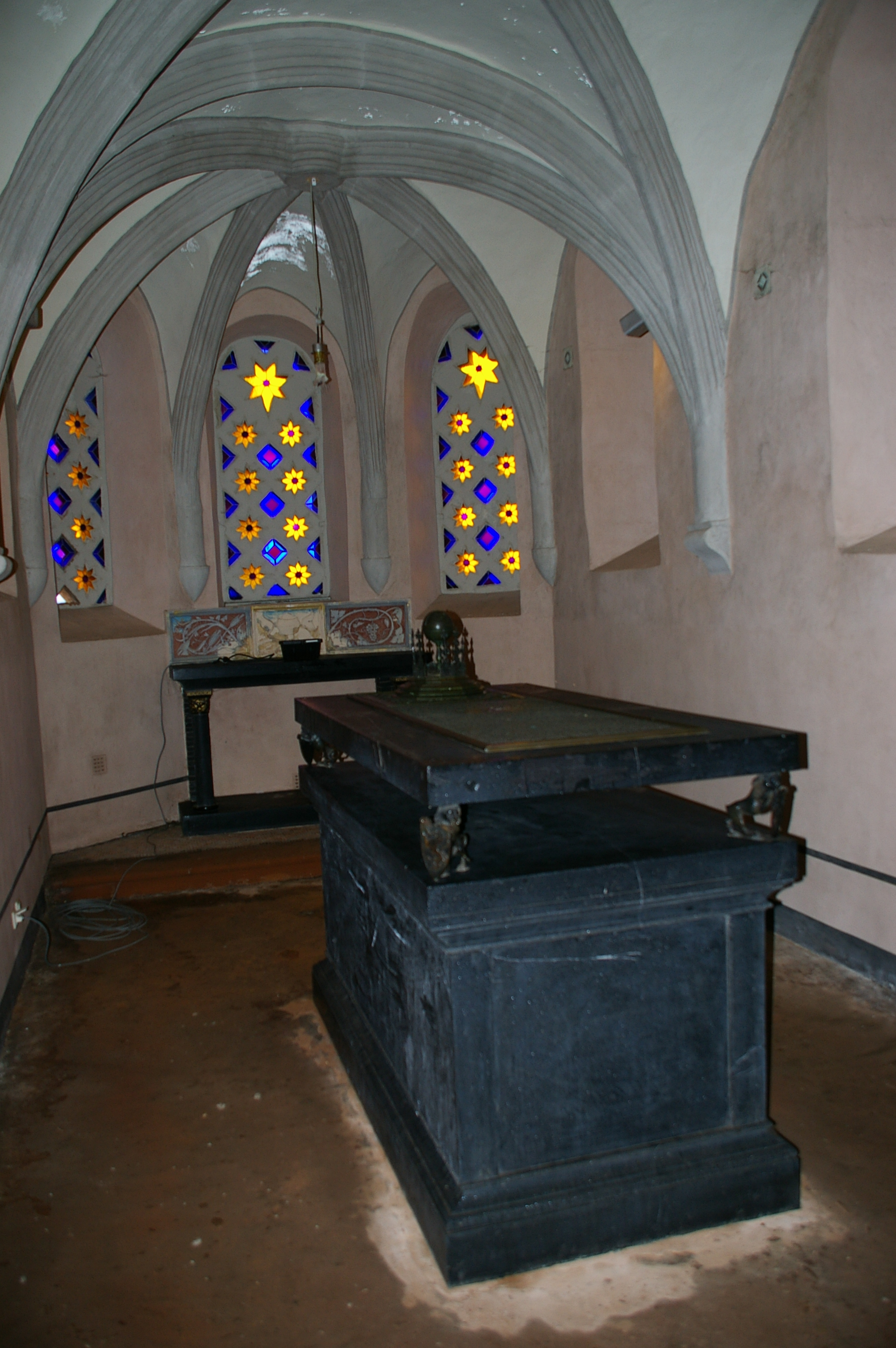
Innenansicht der Grabkammer
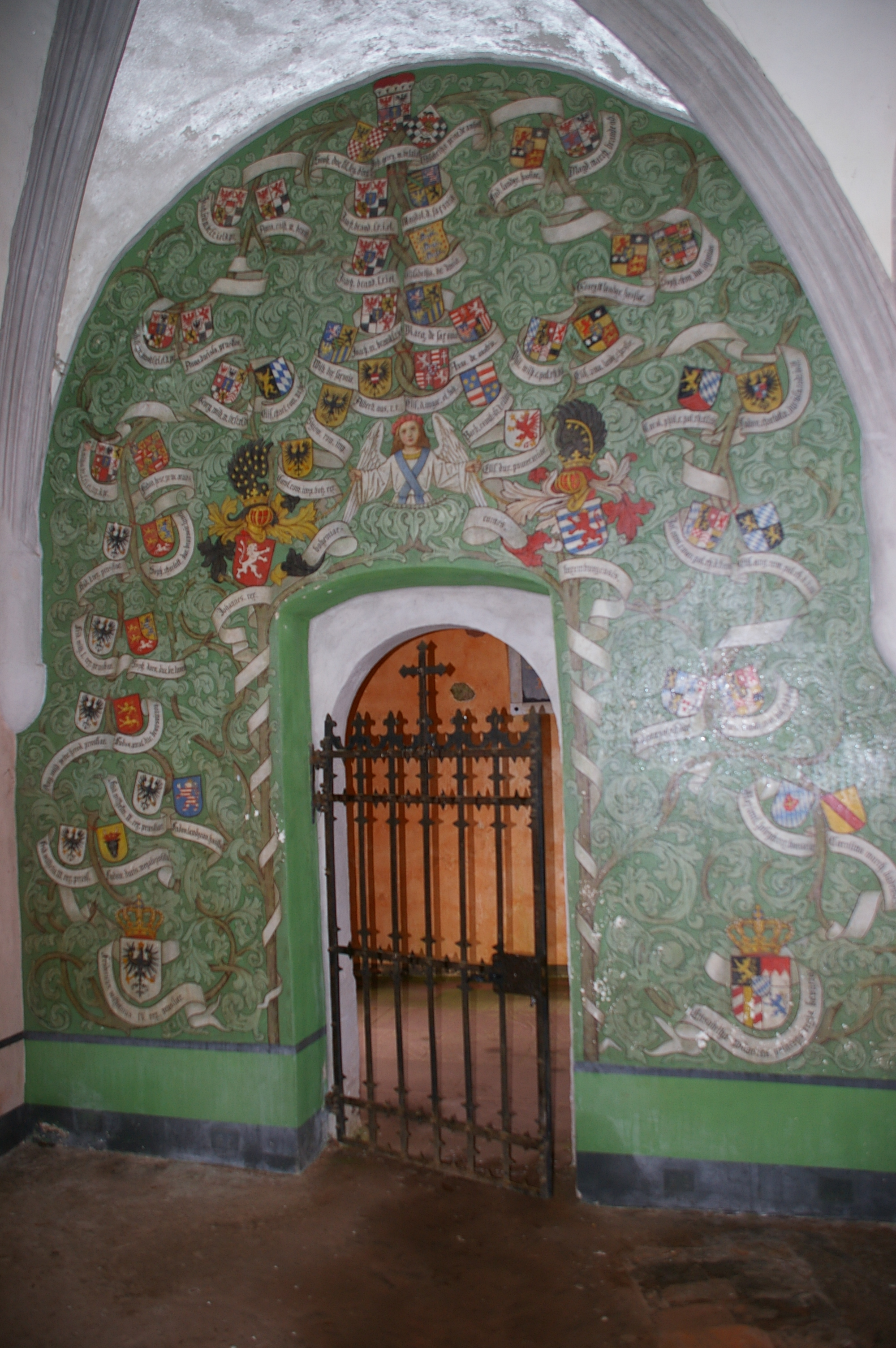
Nachfahrentafel an der Westwand der Grabkammer
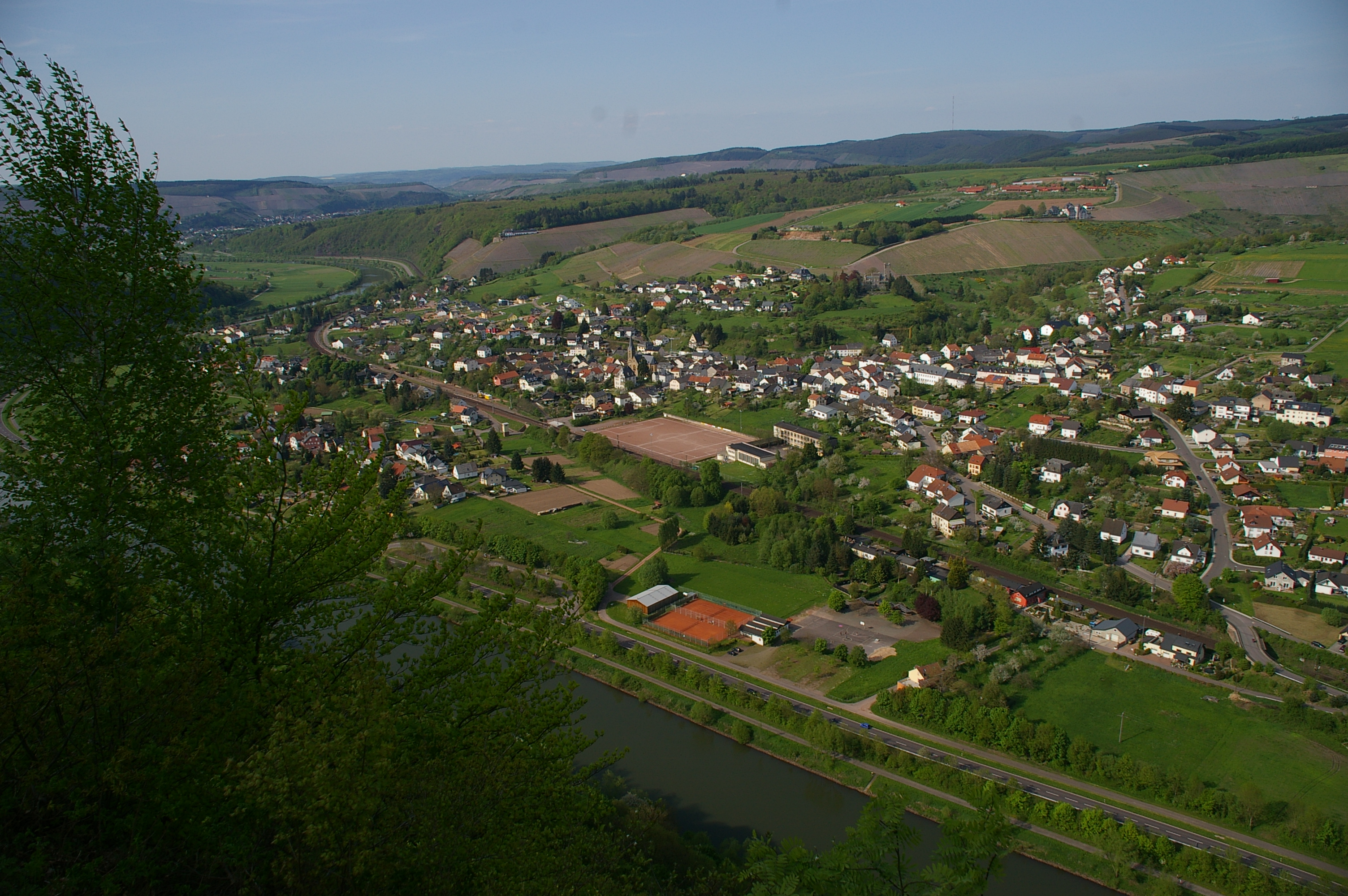
Ausblick von der Klause bei Kastel-Staadt auf Serrig, nördlicher Teil
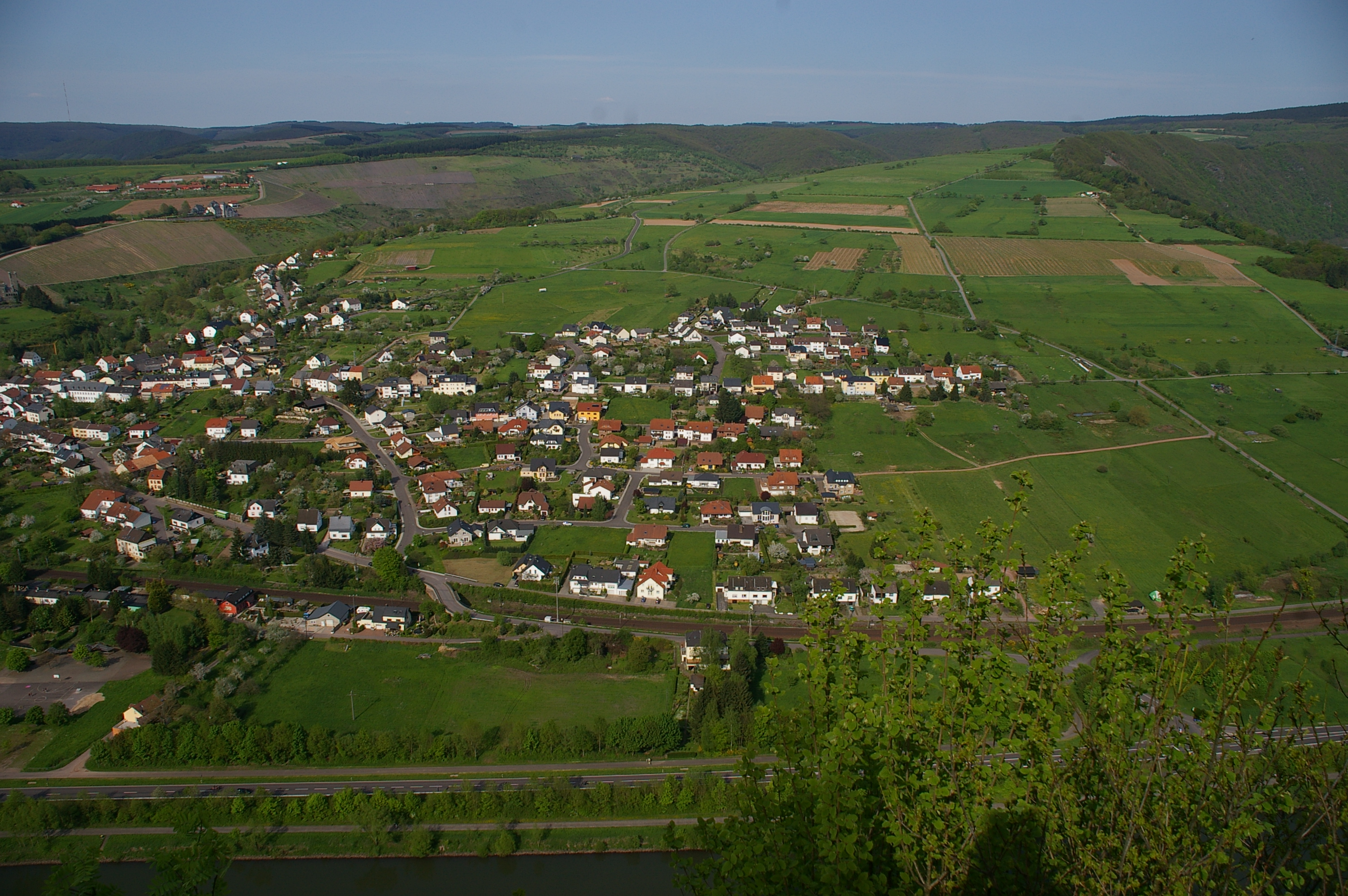
Ausblick von der Klause bei Kastel-Staadt auf Serrig, südlicher Teil
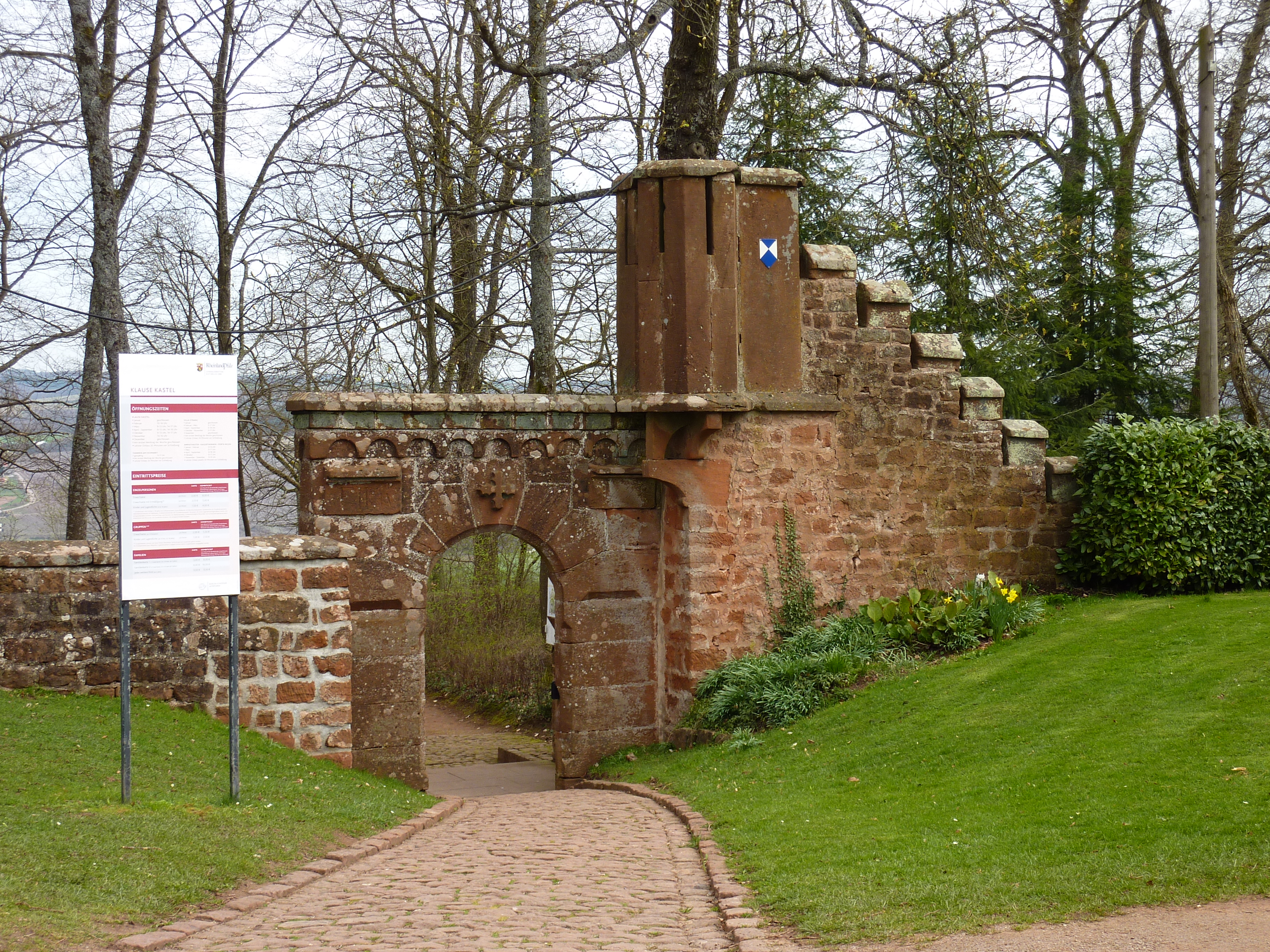
Zugang zur Klause und Grabkapelle
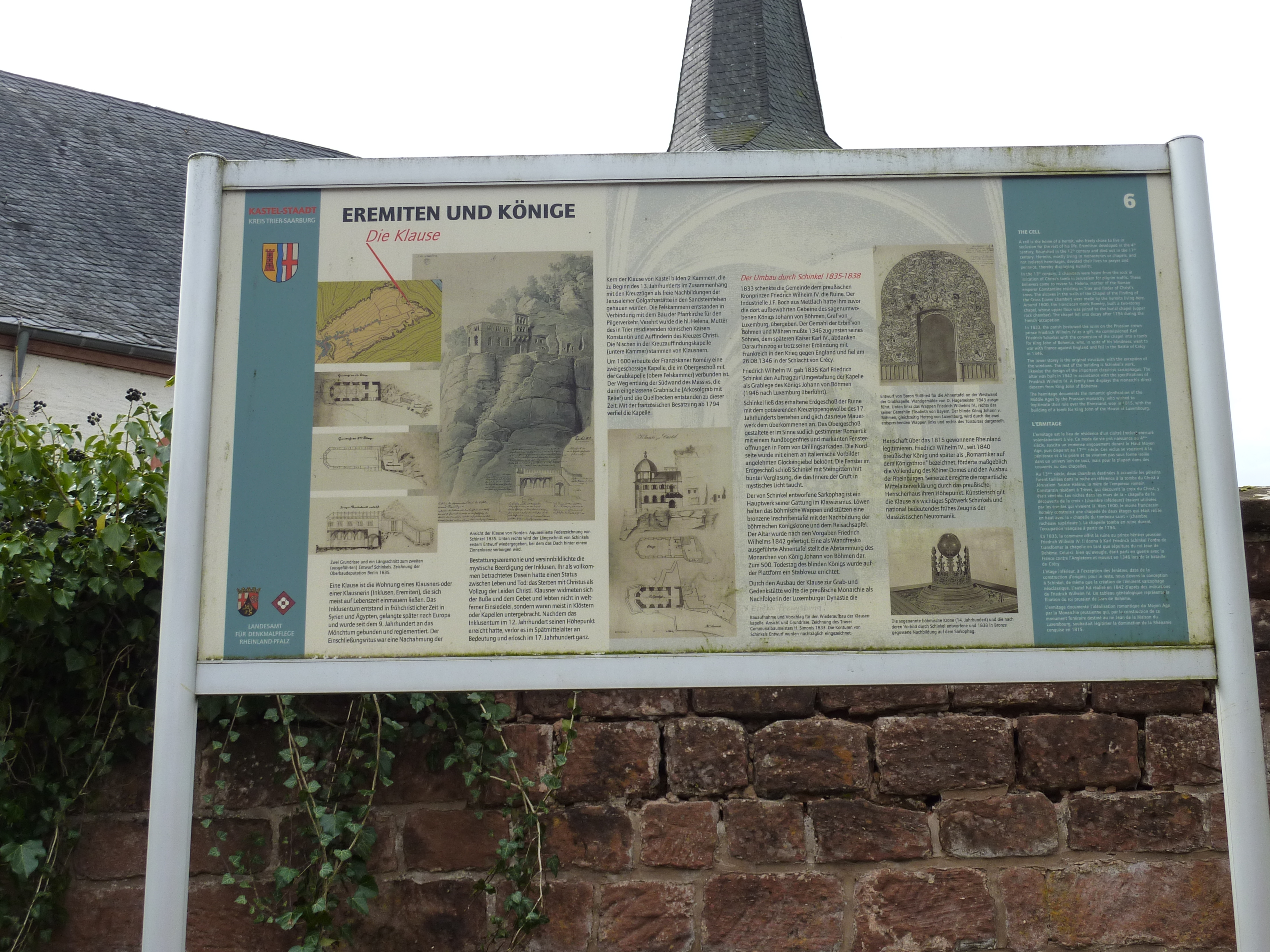
Informationstafel zur Geschichte der Klause
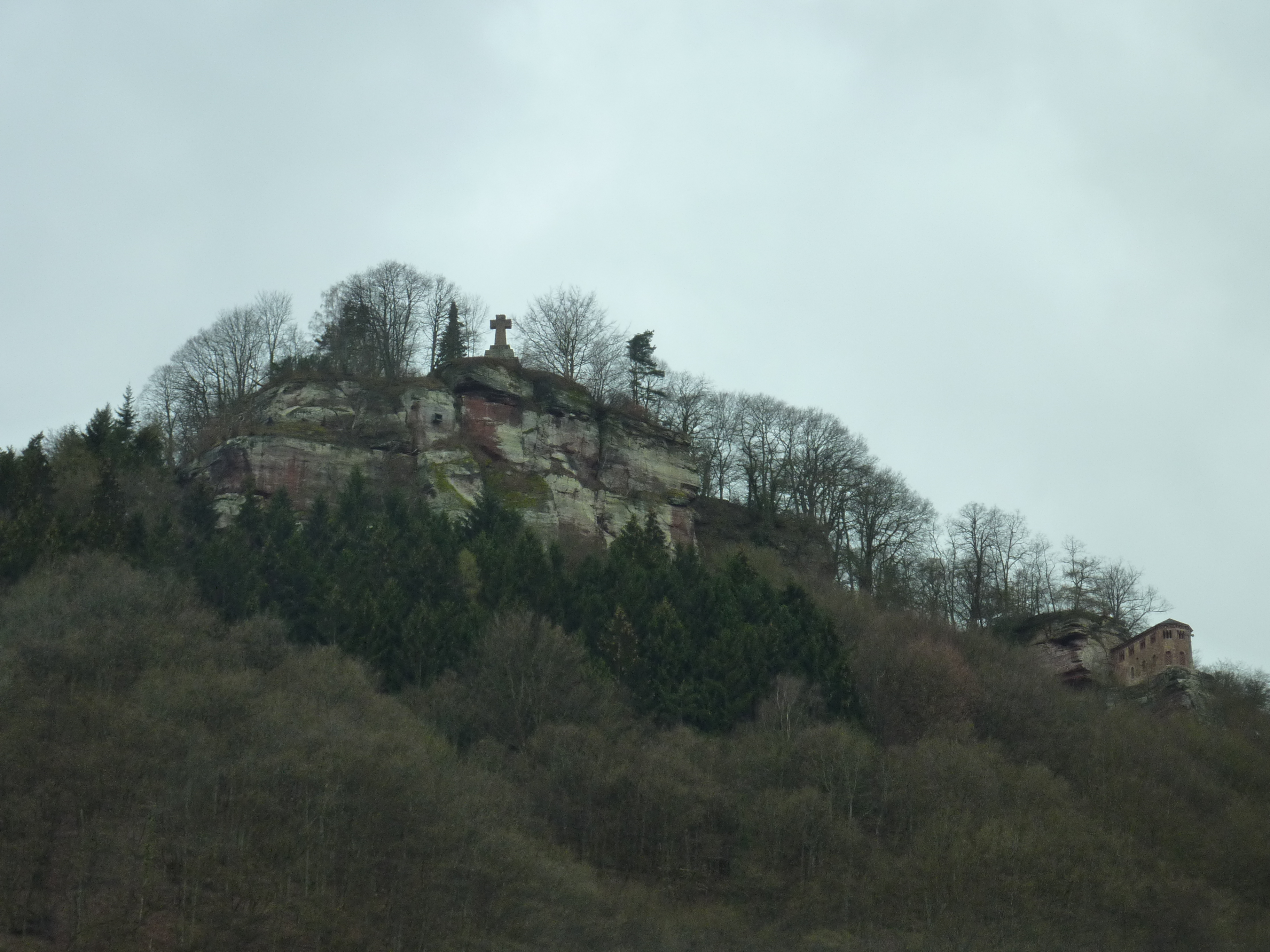
Blick zum Ehrenfriedhof und der Grabkapelle
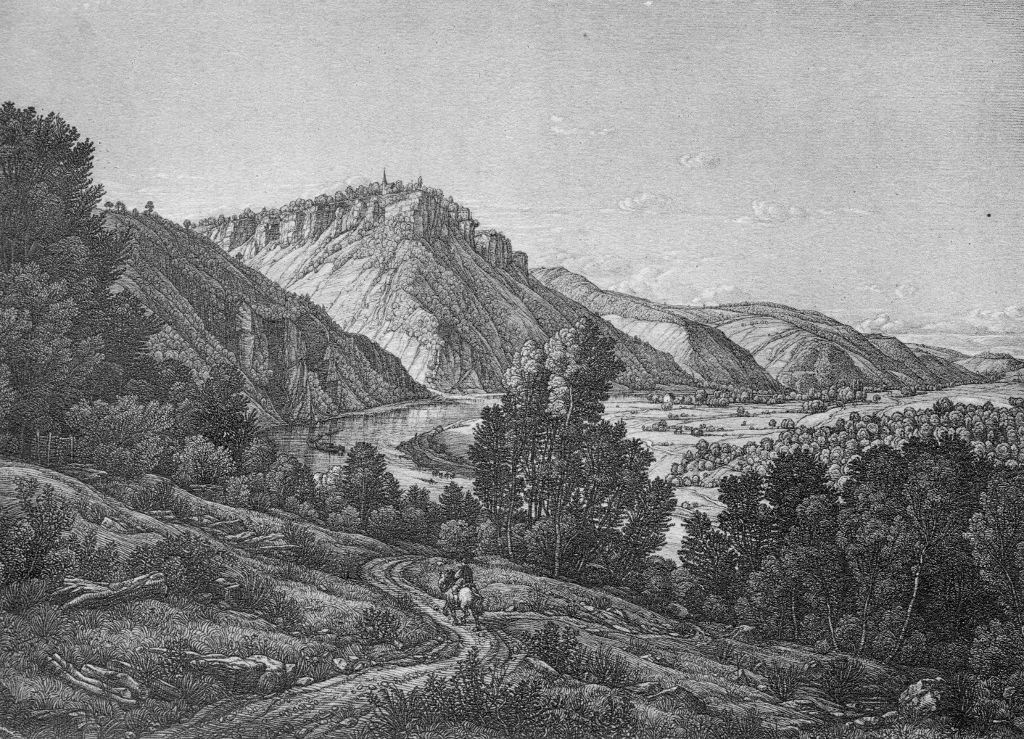
Die Klause auf einer Radierung von Peter Becker (1857)

## Umgebung
Unweit von Klause und alter Kirche gibt es eine natürliche Befestigung (Oppidum), die nach drei Seiten durch Buntsandstein und mit einem Wall die vierte Seite vor Feinden schützte. Hier siedelten schon die Kelten. Ferner sind zahlreiche Spuren römischer Besiedlung erhalten geblieben.
Oberhalb der Klause und hinter der alten Kirche befindet sich ein Ehrenfriedhof für die Gefallenen des Zweiten Weltkriegs.